# Hubert Kiesewetter
Hubert Kiesewetter (* 11. Juli 1939 in Dessau) ist ein deutscher Wirtschafts- und Sozialhistoriker und Philosoph.

## Leben
Seine Familie übersiedelte auf Anweisung der US-Behörden Ende Juni 1945 von Dessau nach Auerbach an der Bergstraße in Hessen, wo sein Vater Erwin Kiesewetter im Rahmen der Entnazifizierung mit dem späteren US-Außenminister Henry Kissinger zusammenarbeitete. Kurz vor dem Abschied aus Dessau wurde der Vater von der temporären amerikanischen Militärregierung zum Polizeidirektor des Stadtkreises Dessau ernannt, während gleichzeitig Friedrich Walther in das Amt des Dessauer Oberbürgermeisters berufen wurde. In Auerbach absolvierte Kiesewetter die Volksschule von 1946 bis 1954 und trat danach in Darmstadt eine dreijährige Lehre an, mit dem Abschluss als Maschinenschlosser und der späteren Ausbildung zum Techniker und Lokomotivführer bei der Deutschen Bundesbahn. Er arbeitete seit 1960 bei verschiedenen Unternehmen in Darmstadt, besuchte gleichzeitig das Abendgymnasium in Darmstadt und bestand dort 1963 sein Abitur.
Nach einer Begegnung und späteren Freundschaft mit dem Sohn des Großonkels von Theodor W. Adorno, Anton Calvelli-Adorno, studierte er zuerst Archäologie, Latein und Griechisch. Ab dem Wintersemester 1964/65 studierte er in Frankfurt bei Adorno, den er persönlich kennengelernt hatte, Philosophie; außerdem studierte er Geschichte und Ökonomie. Nach dem Weiterstudium der Soziologie und Ökonomie an der  Universität Kiel ging er 1967 wegen Karl Popper nach London an die London School of Economics, um dort seinen Master of Science abzulegen. Aus der Begegnung mit Popper wurde eine lebenslange wissenschaftliche und persönliche Freundschaft.
Stark von Poppers Wissenschaftstheorie, Sozialphilosophie und dem Kritischen Rationalismus geprägt, schrieb er seine Dissertation über den Hegelianismus bei Ernst Topitsch in Heidelberg. Diese wurde 1973 angenommen, aber von der philosophischen Fachwelt überwiegend skeptisch bis ablehnend aufgenommen, so dass eine Habilitation in Philosophie nicht möglich und sinnvoll erschien. Von Hegel zu Hitler sei „ein notwendiges Buch, soweit es gegen die herrschende liberale und linkshegelianische Hegelaneignung an den rechtshegelianischen Hegel erinnert“, aber „leider ein extrem einseitiges Buch, wollte man es als Deutung des ganzen Hegel akzeptieren“, urteilte Henning Ottmann.
Kiesewetter habilitierte sich 1985 an der Freien Universität Berlin für Wirtschafts- und Sozialgeschichte mit einer Arbeit über die Industrialisierung Sachsens im 19. Jahrhundert. Er konnte während dieser Zeit im Institut für Wirtschafts- und Sozialgeschichte unter der Leitung von Wolfram Fischer unter anderem am Forschungsschwerpunkt „Deutsche Industriegeschichte bis zum Ersten Weltkrieg“ und an mehreren Projekten zur deutschen und europäischen Industriegeschichte mitarbeiten.
Seit 1986 forschte er in den USA, England und Frankreich. 1986/87 war er Visiting Scholar an der University of Illinois at Urbana-Champaign, 1987/88 Konrad-Adenauer-Professor an der Georgetown University in Washington, D.C., kurz darauf Gastprofessor am St Antony’s College in Oxford (1989/90). Seit dem Sommersemester 1990 lehrte Kiesewetter als Professor für Wirtschafts- und Sozialgeschichte an der Universität Eichstätt-Ingolstadt. 1994 war er ein halbes Jahr Gastprofessor an der Sorbonne IV in Paris.
Schwerpunkte seiner Forschungen waren die regionale Industrialisierungsforschung Europas (insbesondere Deutschland, Frankreich, Großbritannien), die Regionalanalyse, die Wissenschaftstheorie und der europäischen Geschichte und die Politik seit der Antike.
Auf seine Initiative hin erhielt Sir Karl Popper 1991 die Ehrendoktorwürde der Geschichts- und Gesellschaftswissenschaftlichen Fakultät der Katholischen Universität Eichstätt-Ingolstadt. 2001 veranstaltete er zusammen mit Helmut Zenz in Eichstätt eine Tagung über Poppers Sozialphilosophie und Ethik, deren Referate 2002 in dem Band Karl Poppers Beiträge zur Ethik bei Mohr Siebeck in Tübingen veröffentlicht wurden. Im Hörverlag erschienen 2002 fünf Disketten mit Reden und Gesprächen von Karl Popper unter dem Titel Kritik und Vernunft. Von der Unendlichkeit des Nichtwissens, die Kiesewetter ausgewählt und dazu einen 20-seitigen Begleittext verfasst hatte. 2003 gab Kiesewetter im Rahmen der Gesammelten Werke von Karl Popper die beiden Bände von Die offene Gesellschaft und ihre Feinde und das Buch Das Elend des Historizismus mit umfangreichen Nachworten neu heraus.
Seit dem 1. Oktober 2004 ist Kiesewetter emeritiert.

## Schriften
als Verfasser
- Von Hegel zu Hitler. Die politische Verwirklichung einer totalitären Machtstaatstheorie in Deutschland (1815–1945). Hoffmann und Campe Verlag, Hamburg 1974; 2., völlig veränderte und erweiterte Auflage: Peter Lang, Frankfurt am Main 1995, ISBN 3-631-49239-1.
- Industrielle Revolution in Deutschland. Regionen als Wachstumsmotoren. Suhrkamp Verlag, Frankfurt am Main 1989; Franz Steiner Verlag, Stuttgart 2004, ISBN 3-515-08613-7.
  - Japanische Übersetzung 2006.
- Das einzigartige Europa: Zufällige und notwendige Faktoren der Industrialisierung. Vandenhoeck & Ruprecht, Göttingen 1996, ISBN 3-525-01362-0; 2. veränderte Auflage: Franz Steiner Verlag, Stuttgart 2006, ISBN 3-515-08927-6.
- Region und Industrie in Europa 1815-1995. Franz Steiner Verlag, Stuttgart 2000, ISBN 3-515-06781-7.
- Karl Popper – Leben und Werk. Eigenverlag, Eichstätt 2001, ISBN 3-00-007690-5.
- Irreale oder reale Geschichte? Ein Traktat über Methodenfragen der Geschichtswissenschaft. Centaurus Verlag, Herbolzheim 2002, ISBN 3-8255-0378-X.
- Überwindung der Armut in der Dritten Welt. Hat Afrika eine Chance? Scripta Mercaturae Verlag, St. Katharinen 2002, ISBN 3-89590-112-1.
- Die Industrialisierung Sachsens. Ein regional-vergleichendes Erklärungsmodell. Franz Steiner Verlag, Stuttgart 2007, ISBN 3-515-08582-3.
- Julius Wolf 1862–1937 – zwischen Judentum und Nationalsozialismus. Eine wissenschaftliche Biographie. Franz Steiner Verlag, Stuttgart 2008, ISBN 3-515-09116-5.
- Karl Marx und die Menschlichkeit. Duncker & Humblot, Berlin 2011, ISBN 978-3-428-13428-1.
- Kritik der modernen Demokratie. Georg Olms Verlag, Hildesheim 2011, ISBN 978-3-487-14551-8.
- Von Richard Wagner zu Adolf Hitler. Varianten einer rassistischen Ideologie. Duncker & Humblot, Berlin 2015, ISBN 978-3-428-14543-0.
- Karl Marx und der Untergang des Kapitalismus. Duncker & Humblot, Berlin 2017, ISBN 978-3-428-15105-9.
- Das Elend des Konjunktivismus. Eine Analyse von Methodenfragen der Geschichtswissenschaft. Shaker, Düren 2019, ISBN 978-3-8440-6783-5.
- Demokratien und ihre gefährdete Zukunft. Peter Lang, Berlin 2022, ISBN 978-3-631-88418-8.
- Der moderne Kapitalismus und seine Überlebenschance. Duncker & Humblot, Berlin 2023, ISBN 978-3-428-18794-2.

als Herausgeber
- mit Rainer Fremdling: Staat, Region und Industrialisierung. Scripta Mercaturae Verlag, Ostfildern 1985, ISBN 3-922661-14-9.
- mit Michel Hau: Der Wandel von Industrie, Wissenschaft und Technik in Frankreich und Deutschland im 20. Jahrhundert. Deutscher Wissenschafts-Verlag, Würzburg 2002, ISBN 3-935176-14-7.
  - Französische Ausgabe: Chemin vers l’an 2000. Les processus de transformation scientifique et technique en Allemagne et en France au XXe siècle. Peter Lang, Bern 2000, ISBN 3-906758-61-3.
- mit Helmut Zenz: Karl Poppers Beiträge zur Ethik. Mohr Siebeck, Tübingen 2002, ISBN 3-16-147773-1.
- Karl R. Popper: Das Elend des Historizismus. Mohr Siebeck, Tübingen 2003, ISBN 3-16-148069-4.
- Karl R. Popper: Die offene Gesellschaft und ihre Feinde. Mohr Siebeck, Tübingen 2003, ISBN 3-16-147843-6.
- mit Dario Antiseri: „La società aperta“ di Karl Popper. Le vicende editoriali di un’opera scritta tra difficoltà e accolta tra sospetti e ostilità. Rubbettino, Soveria Mannelli 2007, ISBN 978-88-498-1887-1.